# Драфт НБА 2013
Драфт НБА 2013 року відбувся 27 червня 2013 в Барклайс-центрі в Брукліні (Нью-Йорк). Команди Національної баскетбольної асоціації (NBA) по черзі вибирали найкращих випускників коледжів, а також інших кандидатів, офіційно зареєстрованих для участі в драфті, зокрема іноземців. Драфтова лотерея пройшла 21 травня, під час плей-оф. Це був перший драфт для Нью-Орлінс під їхнім новим ім'ям Пеліканс, до цього вони мали назву Нью-Орлінс Горнетс. Також це був останній драфт для Шарлот Бобкетс під їхнім старим ім'ям, оскільки в новому сезоні вони змінили назву на Горнетс, з якою востаннє виступали в сезоні 2002.

## Драфт
| РЗ | Розігруючий захисник | АЗ | Атакувальний захисник | ЛФ | Легкий форвард | ВФ | Важкий форвард | C | Центровий |

| ^ | Позначає гравців, обраних у Баскетбольну залу слави Нейсміта                                                        |
| * | Позначає гравців, які взяли участь принаймні в одній грі матчу всіх зірок НБА і потрапили до Збірної всіх зірок НБА |
| + | Позначає гравців, які взяли участь принаймні в одній грі матчу всіх зірок НБА                                       |
| x | Позначає гравців, які принаймні один раз потрапили до Збірної всіх зірок НБА                                        |
| # | Позначає гравців, які жодного разу не грали в регулярному сезоні НБА або плей-оф                                    |

| Раунд | Вибір | Гравець                  | Позиція | Громадянство  | Команда НБА                                                                                   | Коледж/Клуб                       |
| ----- | ----- | ------------------------ | ------- | ------------- | --------------------------------------------------------------------------------------------- | --------------------------------- |
| 1     | 1     | Ентоні Беннетт           | ВФ/SF   | Канада        | Клівленд Кавальєрс                                                                            | УНВЛ (Фр.)                        |
| 1     | 2     | Віктор Оладіпо           | АЗ/PG   | США           | Орландо Меджик                                                                                | Індіана (Дж.)                     |
| 1     | 3     | Отто Портер              | ЛФ      | США           | Вашингтон Візардс                                                                             | Джорджтаун (Соф.)                 |
| 1     | 4     | Коді Зеллер              | C/PF    | США           | Шарлот Бобкетс                                                                                | Індіана (Соф.)                    |
| 1     | 5     | Олексій Лень             | C       | Україна       | Фінікс Санз                                                                                   | Меріленд (Соф.)                   |
| 1     | 6     | Нерленс Ноел             | C       | США           | Нью-Орлінс Пеліканс (проданий у Філадельфія)                                                  | Кентуккі (Фр.)                    |
| 1     | 7     | Бен МакЛемор             | АЗ      | США           | Сакраменто Кінґс                                                                              | Канзас (Фр.)                      |
| 1     | 8     | Кентавіус Калдвелл-Поуп  | АЗ      | США           | Детройт Пістонс                                                                               | Джорджия (Соф.)                   |
| 1     | 9     | Трей Берк                | РЗ      | США           | Міннесота Тімбервулвз (проданий у Юта)                                                        | Мічиган (Соф.)                    |
| 1     | 10    | Сі Джей МакКоллум        | АЗ      | США           | Портленд Трейл-Блейзерс                                                                       | Лігай (Ср.)                       |
| 1     | 11    | Майкл Картер-Вільямс     | РЗ      | США           | Філадельфія Севенті-Сіксерс                                                                   | Сірак'юс (Соф.)                   |
| 1     | 12    | Стівен Адамс             | C       | Нова Зеландія | Оклахома-Сіті Тандер (від Торонто через Х'юстон)                                              | Піттсбург (Фр.)                   |
| 1     | 13    | Келлі Олійник            | C       | Канада        | Даллас Маверікс (проданий у Бостон)                                                           | Гонзага (Дж.)                     |
| 1     | 14    | Шабазз Могаммад          | АЗ/SF   | США           | Юта Джаз (проданий у Міннесота)                                                               | УКЛА (Фр.)                        |
| 1     | 15    | Янніс Адетокумбо*        | ЛФ/PF   | Греція        | Мілвокі Бакс                                                                                  | Філатлітікос (Греція)             |
| 1     | 16    | Лукас Ногейра            | C       | Бразилія      | Бостон Селтікс (проданий у Атланта через Даллас)                                              | Estudiantes (Іспанія)             |
| 1     | 17    | Денніс Шредер            | РЗ      | Німеччина     | Атланта Гокс                                                                                  | Фантомс Брауншвейг (Німеччина)    |
| 1     | 18    | Шейн Ларкін              | РЗ      | США           | Атланта Гокс (від Х'юстон через Бруклін, проданий у Даллас)                                   | Маямі (Соф.)                      |
| 1     | 19    | Сергій Карасьов          | АЗ/SF   | Росія         | Клівленд Кавальєрс (від ЛА Лейкерс)                                                           | Тріумф Люберці (Росія)            |
| 1     | 20    | Тоні Снелл               | ЛФ      | США           | Чикаго Буллз                                                                                  | Нью-Мексико (Дж.)                 |
| 1     | 21    | Горгі Дьєнг              | C       | Сенегал       | Юта Джаз (від Голден-Стейт через Бруклін, проданий у Міннесота)                               | Луїсвілл (Дж.)                    |
| 1     | 22    | Мейсон Пламлі            | C       | США           | Бруклін Нетс                                                                                  | Дьюк (Ср.)                        |
| 1     | 23    | Соломон Гілл             | ЛФ      | США           | Індіана Пейсерз                                                                               | Аризона (Ср.)                     |
| 1     | 24    | Тім Гардавей (молодший)  | АЗ      | США           | Нью-Йорк Нікс                                                                                 | Мічиган (Дж.)                     |
| 1     | 25    | Реджі Буллок             | ЛФ      | США           | Лос-Анджелес Кліпперс                                                                         | Північна Кароліна (Дж.)           |
| 1     | 26    | Андре Роберсон           | АЗ/SF   | США           | Міннесота Тімбервулвз (від Мемфіс через Х'юстон, проданий у Оклахома Сіті через Голден-Стейт) | Колорадо (Дж.)                    |
| 1     | 27    | Руді Гоберx              | C       | Франція       | Денвер Наггетс (проданий у Юта)                                                               | Cholet Basket (Франція)           |
| 1     | 28    | Лівйо Жан-Шарль#         | ЛФ      | Франція       | Сан-Антоніо Сперс                                                                             | ASVEL Basket (Франція)            |
| 1     | 29    | Арчі Гудвін              | АЗ      | США           | Оклахома-Сіті Тандер (проданий у Фінікс через Голден-Стейт)                                   | Кентуккі (Фр.)                    |
| 1     | 30    | Неманья Недович          | РЗ      | Сербія        | Фінікс Санз (від Маямі через Клівленд і ЛА Лейкерс, проданий у Голден-Стейт)                  | Летувос Рітас (Литва)             |
| 2     | 31    | Аллен Крабб              | АЗ      | США           | Клівленд Кавальєрс (від Орландо, проданий у Портленд)                                         | Каліфорнія (Дж.)                  |
| 2     | 32    | Алекс Абрінес            | АЗ/SF   | Іспанія       | Оклахома-Сіті Тандер (від Шарлотт через Оклахома Сіті, Бостон і Х'юстон)                      | Барселона (Іспанія)               |
| 2     | 33    | Каррік Фелікс            | АЗ      | США           | Клівленд Кавальєрс                                                                            | Аризона Стейт (Ср.)               |
| 2     | 34    | Айзая Кейнен             | РЗ      | США           | Х'юстон Рокетс (від Фінікс)                                                                   | Мюррей Стейт (Ср.)                |
| 2     | 35    | Глен Райс (молодший)     | АЗ      | США           | Філадельфія Севенті-Сіксерс (від Нью-Орлінс, проданий у Вашингтон)                            | Ріо-Гранде Воллі Вайперс (D-Ліга) |
| 2     | 36    | Рей МакКаллум (молодший) | РЗ      | США           | Сакраменто Кінґс                                                                              | Детройт (Дж.)                     |
| 2     | 37    | Тоні Мітчелл             | ВФ      | США           | Детройт Пістонс                                                                               | Північний Техас (Соф.)            |
| 2     | 38    | Нейт Волтерс             | РЗ      | США           | Вашингтон Візардс (проданий у Мілвокі через Філадельфія)                                      | Саут Дакота Стейт (Ср.)           |
| 2     | 39    | Джефф Віті               | C       | США           | Портленд Трейл-Блейзерс (від Міннесота через Клівленд і Бостон)                               | Канзас (Ср.)                      |
| 2     | 40    | Грант Джерретт           | ВФ      | США           | Портленд Трейл-Блейзерс (проданий у Оклахома Сіті)                                            | Аризона (Фр.)                     |
| 2     | 41    | Джамал Франклін          | АЗ      | США           | Мемфіс Ґріззліс (від Торонто через Даллас і Торонто)                                          | Сан-Дієго Стейт (Дж.)             |
| 2     | 42    | П'єр Джексон             | РЗ      | США           | Філадельфія Севенті-Сіксерс (проданий у Нью-Орлінс)                                           | Бейлор (Ср.)                      |
| 2     | 43    | Рікі Ледо                | АЗ      | США           | Мілвокі Бакс (проданий у Даллас через Філадельфія)                                            | Провіденс (Фр.)                   |
| 2     | 44    | Майк Мускала             | C       | США           | Даллас Маверікс (проданий у Атланта)                                                          | Бакнелл (Ср.)                     |
| 2     | 45    | Марко Тодорович#         | ВФ/C    | Чорногорія    | Портленд Трейл-Блейзерс (від Бостон)                                                          | Барселона (Іспанія)               |
| 2     | 46    | Ерік Грін                | РЗ      | США           | Юта Джаз (traded to Denver)                                                                   | Вірджинія Тек (Ср.)               |
| 2     | 47    | Рауль Нето               | РЗ      | Бразилія      | Атланта Гокс (проданий у Юта)                                                                 | Сан-Себастьян (Іспанія)           |
| 2     | 48    | Раян Келлі               | ВФ      | США           | Лос-Анджелес Лейкерс                                                                          | Дьюк (Ср.)                        |
| 2     | 49    | Ерік Мерфі               | ВФ      | Фінляндія     | Чикаго Буллз                                                                                  | Флорида (Ср.)                     |
| 2     | 50    | Джеймс Енніс             | ЛФ      | США           | Атланта Гокс (проданий у Маямі)                                                               | Лонг-Біч Стейт (Ср.)              |
| 2     | 51    | Ромеро Осбі#             | ВФ      | США           | Орландо Меджик (від Денвер)                                                                   | Оклахома (Ср.)                    |
| 2     | 52    | Лорензо Браун            | РЗ      | США           | Міннесота Тімбервулвз (від Бруклін через Міннесота і Нью-Орлінс)                              | НК Стейт (Дж.)                    |
| 2     | 53    | Колтон Айверсон#         | C       | США           | Індіана Пейсерз (проданий у Бостон)                                                           | Колорадо Стейт (Ср.)              |
| 2     | 54    | Арсалан Каземі#          | ВФ      | Іран          | Вашингтон Візардс (від Нью-Йорк, проданий у Філадельфія)                                      | Орегон (Ср.)                      |
| 2     | 55    | Жоффре Ловернь           | C       | Франція       | Мемфіс Ґріззліс (проданий у Денвер)                                                           | Партизан Белград (Сербія)         |
| 2     | 56    | Пейтон Сіва              | РЗ      | США           | Детройт Пістонс (від Лос-Анджелес Кліпперс)                                                   | Луїсвілл (Ср.)                    |
| 2     | 57    | Алекс Оріакі#            | C       | США           | Фінікс Санз (від Денвер через ЛА Лейкерс)                                                     | Міссурі (Ср.)                     |
| 2     | 58    | Дешон Томас#             | ЛФ      | США           | Сан-Антоніо Сперс                                                                             | Огайо Стейт (Дж.)                 |
| 2     | 59    | Боян Дублєвич#           | ВФ      | Чорногорія    | Міннесота Тімбервулвз (від Оклахома Сіті)                                                     | Валенсія Баскет (Іспанія)         |
| 2     | 60    | Янніс Тімма#             | ЛФ      | Латвія        | Мемфіс Ґріззліс (від Маямі)                                                                   | Вентспілс (Латвія)                |

1. ↑  Громадянство означає національну збірну гравця, або яку країну він представляє. Якщо гравець не грав на міжнародному рівні, тоді цей пункт означає за збірну якої країни він може грати за правилами FIBA.
2. ↑  Erik Murphy was born in France to an American father and a Finnish mother. Має подвійне громадянство U.S. і Finnish, but has chosen to represent Фінляндія internationally.[25]

## Помітні гравці, яких не задрафтовано
Цих гравців не вибрала жодна з команд на драфті НБА 2013, але вони зіграли в НБА принаймні одну гру.
| Гравець           | Позиція | Громадянство | Коледж/Клуб          |
| ----------------- | ------- | ------------ | -------------------- |
| Кріс Бабб         | АЗ      | США          | Айова Стейт (Ср.)    |
| Вендер Блу        | АЗ      | США          | Маркетт (Дж.)        |
| Вілл Черрі        | РЗ      | США          | Монтана (Ср.)        |
| Аян Кларк         | АЗ      | США          | Белмонт (Ср.)        |
| Джек Кулі         | ВФ      | США          | Нотр-Дам (Ср.)       |
| Роберт Ковінгтон  | F       | США          | Теннессі Стейт (Ср.) |
| Сет Каррі         | РЗ      | США          | Дьюк (Ср.)           |
| Трой Деніелс      | АЗ      | США          | УСВ (Ср.)            |
| Брендон Девіс     | ВФ      | США          | УБЯ (Ср.)            |
| Девейн Дедмон     | C       | США          | УПК (Дж.)            |
| Метью Деллаведова | РЗ      | Австралія    | Сейнт Меріс (Ср.)    |
| Ларрі Дрю II      | РЗ      | США          | УКЛА (Ср.)           |
| Елліас Гарріс     | F       | Німеччина    | Гонзага (Ср.)        |
| Родні МакГрудер   | АЗ      | США          | Канзас Стейт (Ср.)   |
| Філ Прессі        | РЗ      | США          | Міссурі (Jr.)        |
| Джеймс Саузерланд | ЛФ      | США          | Сірак'юс (Ср.)       |
| Ді Джей Стівенс   | ЛФ/SG   | США          | Мемфіс (Ср.)         |
| Адоніс Томас      | ЛФ/SG   | США          | Мемфіс (Соф.h.)      |

## Драфтова лотерея
НБА щорічно проводить лотерею перед драфтом, щоб визначити порядок вибору на драфті командами, які не потрапили до плей-оф у попередньому сезоні. Кожна команда, яка не потрапила до плей-оф, має шанс виграти один з трьох перших виборів, проте клуби, які показали найгірше співвідношення перемог до поразок у минулому сезоні, мають найбільші шанси на це. Після того, як визначено перші три вибори, решта команд відсортовуються відповідно до їх результатів у попередньому сезоні.
Нижче вказано шанси для кожної з команд витягнути певний номер під час драфтової лотереї 2013 року, числа округлено до третьої цифри після коми.
| ^ | Позначає дійсні результати лотереї |

| Команда                     | Результати в сезоні 2012–2013 | Шанси в лотереї | Вибір | Вибір | Вибір | Вибір | Вибір | Вибір | Вибір | Вибір | Вибір | Вибір | Вибір | Вибір | Вибір | Вибір |
| Команда                     | Результати в сезоні 2012–2013 | Шанси в лотереї | 1-й   | 2-й   | 3-й   | 4-й   | 5-й   | 6-й   | 7-й   | 8-й   | 9-й   | 10-й  | 11-й  | 12-й  | 13-й  | 14th  |
| --------------------------- | ----------------------------- | --------------- | ----- | ----- | ----- | ----- | ----- | ----- | ----- | ----- | ----- | ----- | ----- | ----- | ----- | ----- |
| Орландо Меджик              | 20–62                         | 250             | ,250  | ,215^ | ,178  | ,358  | —     | —     | —     | —     | —     | —     | —     | —     | —     | —     |
| Шарлот Бобкетс              | 21–61                         | 199             | ,199  | ,188  | ,171  | ,319^ | ,123  | —     | —     | —     | —     | —     | —     | —     | —     | —     |
| Клівленд Кавальєрс          | 24–58                         | 156             | ,156^ | ,157  | ,156  | ,226  | ,265  | ,040  | —     | —     | —     | —     | —     | —     | —     | —     |
| Фінікс Санз                 | 25–57                         | 119             | ,119  | ,126  | ,133  | ,099  | ,351^ | ,161  | ,013  | —     | —     | —     | —     | —     | —     | —     |
| Нью-Орлінс Пеліканс         | 27–55                         | 88              | ,088  | ,097  | ,107  | —     | ,262  | ,360^ | ,161  | ,012  | —     | —     | —     | —     | —     | —     |
| Сакраменто Кінґс            | 28–54                         | 63              | ,063  | ,071  | ,081  | —     | —     | ,440  | ,304^ | ,040  | ,001  | —     | —     | —     | —     | —     |
| Детройт Пістонс             | 29–53                         | 36              | ,036  | ,042  | ,049  | —     | —     | —     | ,599  | ,253^ | ,021  | ,000  | —     | —     | —     | —     |
| Вашингтон Візардс           | 29–53                         | 35              | ,035  | ,041  | ,048^ | —     | —     | —     | —     | ,703  | ,165  | ,008  | ,000  | —     | —     | —     |
| Міннесота Тімбервулвз       | 31–51                         | 17              | ,017  | ,020  | ,024  | —     | —     | —     | —     | —     | ,813^ | ,122  | ,004  | ,000  | —     | —     |
| Портленд Трейл-Блейзерс     | 33–49                         | 11              | ,011  | ,013  | ,016  | —     | —     | —     | —     | —     | —     | ,870^ | ,089  | ,002  | ,000  | —     |
| Філадельфія Севенті-Сіксерс | 34–48                         | 8               | ,008  | ,010  | ,012  | —     | —     | —     | —     | —     | —     | —     | ,907^ | ,063  | ,001  | ,000  |
| Торонто Репторз1[›]         | 34–48                         | 7               | ,007  | ,008  | ,010  | —     | —     | —     | —     | —     | —     | —     | —     | ,935^ | ,039  | ,000  |
| Даллас Маверікс             | 41–41                         | 6               | ,006  | ,007  | ,009  | —     | —     | —     | —     | —     | —     | —     | —     | —     | ,960^ | ,018  |
| Юта Джаз                    | 43–39                         | 5               | ,005  | ,006  | ,007  | —     | —     | —     | —     | —     | —     | —     | —     | —     | —     | ,982^ |

^ 1: Торонто Репторз' pick was conveyed в Оклахома-Сіті Тандер.

## Угоди щодо драфт-піків

### Угоди перед драфтом
До дня драфту відбулись такі угоди, результатом яких став обмін драфт-піками між командами.
1. 1 2  5 липня 2012, Оклахома-Сіті Тандер acquired драфт-пік першого раунду 2013 року (12-й пік), драфт-пік другого раунду 2013 року (the 32nd pick), a future top-20 protected 1st-round pick (від Даллас Маверікс), Кевін Мартін, and Джеремі Лемб from Х'юстон Рокетс в обмін на Джеймс Гарден, Коул Олдрич, Декуан Кук, and Лазар Гейворд.  Перед цим, 5 липня 2012, Х'юстон придбав Гарі Форбс і драфт-пік першого раунду 2013 року (12-й пік) від Торонто Репторз в обмін на Кайл Лаурі.[3] Перед цим, 20 липня 2012, Х'юстон придбав Джахуан Джонсон, Ітуан Мур, Sean Williams and the 32nd pick від Бостон Селтікс внаслідок угоди sign-and-trade involving Кортні Лі.[4] Previously, on Jun 26, 2012, Oklahoma City was forced to give Boston the 32nd pick як компенсацію за Джефф Грін's heart problems.[5] Перед цим, 19 грудня 2011, Оклахома Сіті придбала the 32nd pick from the Шарлот Бобкетс в обмін на Байрон Малленс.[6]
2. ↑  11 липня 2012, Атланта Гокс придбав драфт-пік першого раунду 2013 року (18-й пік) від Бруклін Нетс as a part of Джо Джонсон trade.[7] Перед цим, 15 грудня 2010, Нетс придбав Sasha Vujacic, і умовний драфт-пік першого раунду from Х'юстон Рокетс внаслідок тристороннього обміну.[8]
3. 1 2  15 березня 2012, Клівленд Кавальєрс придбав Люк Волтон, Джейсон Капоно, умовний драфт-пік першого раунду 2012 року and право обміняти гірший з драфт-піків першого раунду 2013 року в обмін на Рамон Сешинс and Крістіан Еєнга. Cavaliers had their own pick (the 1st pick) і Маямі Гіт's first round pick (30-й пік), hence the option is exercised as Cavaliers received the Lakers' 19th pick and the Lakers received the Heat's 30th pick. Перед цим, 10 липня 2010, the Cavaliers received 30-й пік внаслідок угоди sign-and-trade with Miami for LeBron James.[9]
4. ↑  23 лютого 2011, Юта Джаз придбав Девін Гарріс, Деррік Фейворс, 2011 round pick і драфт-пік першого раунду 2013 року (the 21st pick) від Бруклін Нетс в обмін на Дерон Вільямс.[10] Перед цим, 22 липня 2008, Нетс придбав умовний драфт-пік першого раунду (the 21st pick) від Голден-Стейт Ворріорс в обмін на Маркус Вільямс.[11]
5. ↑  23 червня 2011, Міннесота Тімбервулвз придбав Brad Miller, rights to Никола Миротич and Чендлер Парсонс і драфт-пік першого раунду 2013 року (26-й пік) from Х'юстон Рокетс в обмін на Джонні Флінн, rights to Донатас Мотєюнас і драфт-пік другого раунду 2012 року.[12] Перед цим, 24 лютого 2011, the Rockets acquired Гашім Табіт, Демар Керолл і драфт-пік першого раунду 2013 року від Мемфіс в обмін на Шейн Батьєр and Ish Smith.[13]
6. 1 2  11 червня 2012, Фінікс Санз received Лос-Анджелес Лейкерс' драфт-пік першого раунду 2013 року (30-й пік), драфт-пік другого раунду 2013 року (57-й пік), драфт-пік другого раунду 2014 року, і драфт-пік першого раунду 2015 року внаслідок угоди sign-and-trade for Steve Nash.[14] Перед цим, 23 червня 2011, the Lakers acquired майбутній драфт-пік у другому раунді (57-й пік) від Денвер Наггетс в обмін на драфтові права на Чуквудібере Маубум.[15]
7. ↑  24 червня 2011, Клівленд Кавальєрс придбав два майбутніх драфт-піки другого раунду (including the 31st pick) від Орландо Меджик в обмін на Джастін Гарпер.[16]
8. ↑  21 лютого 2013, Х'юстон Рокетс придбав Фінікс Санз' драфт-пік другого раунду 2013 року (34-й пік) в обмін на Маркус Морріс.[17]
9. ↑  4 січня 2012, Філадельфія Севенті-Сіксерс придбав Мемфіс Ґріззліс' драфт-пік другого раунду 2012 року і Нью-Орлінс Горнетс' драфт-пік другого раунду 2013 року (35-й пік) внаслідок тристоронньої угоди, яка включала Марріс Спейтс.[18]
10. 1 2  20 липня 2012, Портленд Трейл-Блейзерс придбав Sasha Pavlovic, 39-й пік і 45-й пік від Бостон Селтікс in a three team sign-and-trade deal involving Кортні Лі.[4] Перед цим, 24 лютого 2011, Бостон придбав 39-й пік від Клівленд Кавальєрс в обмін на Семіх Ерден and Люк Харангоді.[20] Перед цим, 27 липня 2010, Клівленд придбав 39-й пік від Міннесота Тімбервулвз along with Рамон Сешинс and Раян Голлінс в обмін на Делонте Вест and Себастіан Телфер.[21]
11. ↑  30 червня 2013, Мемфіс Ґріззліс придбав Ед Девіс, Хосе Кальдерон, і драфт-пік другого раунду 2013 року (the 41st pick) від Торонто Репторз in a four team trade involving Руді Гей.[22] Перед цим, 23 січня 2011, Торонто придбав Alexis Ajinca and the 41st pick від Даллас Маверікс в обмін на драфтові права на Йоргос Прінтезіс. This pick was reacquired from a 2010 draft deal in which Toronto sent this pick to Dallas в обмін на драфтові права на Соломон Алабі.[23]
12. ↑  10 серпня 2012, Орландо Меджик acquired драфт-пік другого раунду 2013 року (the 51st pick) від Денвер Наггетс in a four team trade involving Двайт Говард. Orlando also received draft picks in 2014, 2015, and 2017.[26]
13. ↑  23 червня 2011, Міннесота Тімбервулвз придбав драфт-пік другого раунду 2013 року (the 52nd pick) від Нью-Дже́рсі Нетс в обмін на драфтові права на Bojan Bogdanovic.[27]
14. ↑  10 грудня 2011, Вашингтон Візардс придбав Ронні Тюріаф, драфт-пік другого раунду 2012 року від Даллас Маверікс і драфт-пік другого раунду 2013 року (54-й пік) від Нью-Йорк Нікс внаслідок тристороннього обміну involving Тайсон Чендлер.[28]
15. ↑  16 лютого 2009, Детройт Пістонс придбав Лос-Анджелес Кліпперс' драфт-пік другого раунду 2013 року (56-й пік) в обмін на Detroit's драфт-пік другого раунду 2011 року and Алекс Екер.[29]
16. ↑  13 грудня 2011, Міннесота Тімбервулвз придбав Роберт Ваден, драфт-пік другого раунду 2012 року і майбутній умовний драфт-пік другого раунду (59-й пік) від Оклахома-Сіті Тандер в обмін на Лазар Гейворд.[30]
17. ↑  21 лютого 2013, Мемфіс придбав Декстер Піттмен і Маямі Гіт's драфт-пік другого раунду 2013 року (60-й пік) в обмін на драфтові права на Рікі Санчес.[31]

### Угоди під час драфту
У день драфту відбулись такі угоди, які включали задрафтованих гравців.
1. 1 2  Нью-Орлінс Пеліканс продав 6-й драфт-пік Нерленс Ноел і захищений драфт-пік першого раунду 2014 року в Філадельфія Севенті-Сіксерс в обмін на Джру Голідей і 42-й драфт-пік П'єр Джексон.[2]
2. 1 2 3  Міннесота Тімбервулвз продав 9-й драфт-пік Трей Берк в Юта Джаз в обмін на 14-й пік Шабазз Могаммад and the 21st pick Горгі Дьєнг.[2]
3. 1 2  Даллас Маверікс продав 13-й драфт-пік Келлі Олійник в Бостон Селтікс в обмін на драфтові права на 16-й пік Лукас Ногейра and a pair of 2014 second-round picks.[2]
4. 1 2 3   Даллас Маверікс продав 16-й драфт-пік Лукас Ногейра, guard Джаред Каннінгем and the No. 44 pick (Майк Мускала) в Атланта Гокс for the No. 18 pick, Шейн Ларкін.[2]
5. 1 2  Міннесота Тімбервулвз продав 26-й драфт-пік Andre Roberson and Малкольм Лі в Голден-Стейт Ворріорс в обмін на драфт-пік другого раунду 2014 року and cash. Golden State then traded Roberson в Оклахома-Сіті Тандер в обмін на 29-й пік (Арчі Гудвін) and cash.[2]
6. 1 2  Денвер Наггетс продав 27-й драфт-пік Руді Гобер в Юта Джаз в обмін на 46-й пік, Ерік Грін, and cash.[2]
7. 1 2  Голден-Стейт Ворріорс продав 29-й драфт-пік Арчі Гудвін and Малкольм Лі в Фінікс Санз в обмін на 30-й драфт-пік Nemanja Nedovic.[2]
8. ↑  Клівленд Кавальєрс traded 31st pick Аллен Крабб to Портленд Трейл-Блейзерс for два майбутніх драфт-піки другого раунду.[2]
9. 1 2 3  Філадельфія Севенті-Сіксерс продав 35-й драфт-пік Глен Райс (молодший) в Вашингтон Візардс в обмін на 38-й драфт-пік Нейт Волтерс і 54-й драфт-пік Арсалан Каземі.[2]
10. 1 2  Філадельфія Севенті-Сіксерс продав 38-й драфт-пік Нейт Волтерс в Мілвокі Бакс в обмін на 43rd pick Рікі Ледо and a future second round draft pick.[19]
11. ↑  The Портленд Трейл-Блейзерс продав 40-й драфт-пік Грант Джерретт в Оклахома-Сіті Тандер for cash.[2]
12. ↑  Філадельфія Севенті-Сіксерс продав 43-й драфт-пік Рікі Ледо в Даллас Маверікс в обмін на драфт-пік другого раунду 2014 року (Boston's 2014 pick in the Kelly Olynyk-Lucas Nogueira trade).[24]
13. ↑  Атланта Гокс продав 50-й драфт-пік Джеймс Енніс в Маямі Гіт for майбутній драфт-пік другого раунду.[2]
14. ↑  Індіана Пейсерз продав 53-й драфт-пік Колтон Айверсон в Бостон Селтікс for cash.[2]
15. ↑  Мемфіс Ґріззліс traded Дарелл Артур і 55-й драфт-пік Жоффре Ловернь до Наггетс в обмін на Коста Куфос.[2]